# Gene Chyzowych
Eugene Chyzowych (Kiev, 1935 - Columbia, Nueva York, 10 de mayo de 2014) fue un entrenador y jugador de fútbol estadounidense que jugaba en la demarcación de centrocampista.

## Biografía
Debutó como futbolista a los 20 años de edad con el Philadelphia Ukrainians. Jugó en el club durante tres temporadas antes de marcharse al Temple Owls, donde jugó sólo durante un año. Posteriormente se fue a Canadá a fichar por el Montreal Ukrainians, donde permaneció hasta 1963, año en el que se retiró como futbolista. Un año después el Columbia Lions se hizo con sus servicios como entrenador. En 1973 la Selección de fútbol de los Estados Unidos se fijó en él tras los resultados en el Columbia, por lo que le eligieron como seleccionador para disputar la Clasificación para la Copa Mundial de Fútbol de 1974, quedando eliminados en la fase de grupos tras quedar última de grupo. Posteriormente volvió al Columbia Lions, y tras un breve paso por el New York Apollo y volver de nuevo al Columbia por los 23 años siguientes, el MetroStars le fichó como entrenador en 1999. Finalmente, tras volver al Columbia Lions hasta 2013, finalizó su etapa como entrenador de fútbol tras 50 años al frente del club.
Falleció el 10 de mayo de 2014 a los 79 años de edad tras una larga enfermedad.

## Clubes

### Como futbolista
| Club                    | País           | Año       |
| ----------------------- | -------------- | --------- |
| Philadelphia Ukrainians | Estados Unidos | 1955-1958 |
| Temple Owls             | Estados Unidos | 1958      |
| Montreal Ukrainians     | Estados Unidos | 1958-1963 |

### Como entrenador
| Club                                      | País           | Año       |
| ----------------------------------------- | -------------- | --------- |
| Columbia Lions                            | Estados Unidos | 1964-1973 |
| Selección de fútbol de los Estados Unidos | Estados Unidos | 1973      |
| Columbia Lions                            | Estados Unidos | 1973-1976 |
| New York Apollo                           | Estados Unidos | 1976      |
| Columbia Lions                            | Estados Unidos | 1976-1999 |
| MetroStars                                | Estados Unidos | 1999      |
| Columbia Lions                            | Estados Unidos | 1999-2013 |